# 楡陽区
楡陽区（ゆよう-く）は中華人民共和国陝西省楡林市に位置する市轄区。

## 行政区画
- 街道:鼓楼街道、青山路街道、上郡路街道、新明楼街道、駝峰路街道、崇文路街道、航宇路街道、長城路街道、金沙路街道、朝陽路街道、沙河路街道、明珠路街道
- 鎮:魚河鎮、上塩湾鎮、鎮川鎮、清泉鎮、麻黄梁鎮、牛家梁鎮、金鶏灘鎮、馬合鎮、巴拉素鎮、魚河峁鎮、青雲鎮、古塔鎮、大河塔鎮、小紀汗鎮、芹河鎮
- 郷:孟家湾郷、小壕兎郷、岔河則郷、補浪河郷、紅石橋郷